# Burmesische Unabhängigkeitsarmee

Flagge der Burmesischen Unabhängigkeitsarmee

Die Burmesische Unabhängigkeitsarmee, zeitweise auch als Burmesische Verteidigungsarmee, als Burmesische Nationalarmee oder als Patriotische Burmesische Streitkräfte (englisch Patriotic Burmese Forces) bekannt (auf Deutsch jeweils auch in den Schreibweisen „Birmanisch“ oder „Birmesisch“), war zwischen Dezember 1941 und September 1945 eine bewaffnete Streitmacht in Britisch-Burma (heute: Myanmar), welche sich die staatliche Unabhängigkeit Burmas zum Ziel gesetzt hatte. Zwischen Dezember 1941 und März 1945 kämpften ihre Angehörigen dazu im Burmafeldzug Seite an Seite mit den Truppen des Japanischen Kaiserreiches, wechselten dann aber die Seiten und verbündeten sich mit den britischen Streitkräften. Zwischen 1943 und 1945 diente die Formation dem Staat Burma, einer Marionettenregierung im japanisch besetzten Teil Burmas, als nationale Armee.

## Hintergrund

### Antikolonialismus in Burma

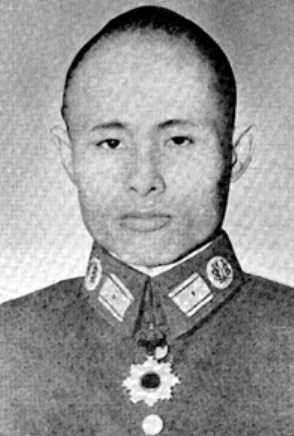
Aung San, 1943

Die Kolonialherrschaft in Britisch-Burma hatte es nie geschafft, die oft miteinander verfeindeten Volksgruppen Burmas miteinander zu versöhnen. Burma hatte in der politischen Struktur des britischen Weltreichs einen recht autonomen Status, da es mit dem Indian Councils Act von 1909 („Morley-Minto-Reformen“), der Erweiterung des diarchischen Systems im Jahr 1923 und zuletzt dem Government of Burma Act von 1935 weitreichende Eigenständigkeit erhalten hatte. Mit dem letztgenannten Gesetz von 1935 wurde Burma sogar aus dem Kolonialverband Britisch-Indien ausgegliedert und erhielt eine eigene Kolonialregierung mit zwei Parlamentskammern. Während im Jahr 1900 noch alle 132 hohen Staatsämter der zivilen burmesischen Kolonialverwaltung von Europäern besetzt waren, war die Zahl der Burmesen bis zum Jahr 1900 auf 62 von 162 hohen Verwaltungsämtern angestiegen.
Zwischen 1930 und 1932 gab es im südlichen Burma eine bewaffnete Rebellion gegen die britische Kolonialherrschaft.  Dazu gehörte auch die Thakin-Bewegung („Dobama Asiayone“), die seit 1937 vom burmesischen Nationalisten Aung San geführt worden war. Ein Teil der Thakins gründete im Jahr 1939 die Burmesische Revolutionäre Partei, die sich die Aufstellung einer nationalistischen Armee zur Befreiung Burmas von der Kolonialherrschaft zum Ziel setzte.

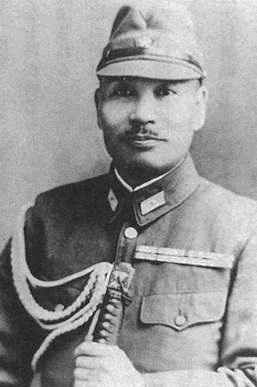
Generalmajor Keiji Suzuki, der mit seiner Minami Kikan den burmesischen Unabhängigkeitskampf unterstützte und koordinierte

### Japanische Vorbereitungen auf einen Krieg gegen Großbritannien
Als sich im Jahr 1940 die Geheimdienste des Japanischen Kaiserreiches auf einen Krieg mit den westlichen Kolonialmächten vorbereiteten, nahmen sie dazu Kontakt mit nationalistischen Gruppen in den von europäischen Mächten besetzten Kolonialgebieten auf.
Im Januar 1941 gründeten die Japaner die Geheimorganisation Minami Kikan, die unter Leitung des Obersts Keiji Suzuki die Thakins bei der Aufstellung ihrer Armee unterstützen sollte. Keiji Suzuki war bereits im Juli 1940 unter falschem Namen nach Rangun gereist und wollte sich dort mit den Thakins treffen, um japanische Hilfeleistungen bei der Aufstellung einer Aufstandsarmee zu besprechen. Diese Kontaktaufnahme erwies sich aber als schwierig, da Aung San am 8. August 1940 mit einigen seiner Verbündeten Burma verließ und, getarnt als chinesische Seeleute, den langen Weg nach Chongqing auf sich nahm, wo er darauf hoffte, Kontakte zur Chinesischen Roten Armee unter Mao Zedong herzustellen und von ihnen Waffen und Ausbildung für seinen Freiheitskampf zu erhalten. Ein japanischer Verbindungsoffizier der Kempeitai spürte Aung San schließlich in Gulangyu auf und lud ihn nach Japan ein, wo sich Aung San und Keiji Suzuki erstmals im November 1940 trafen.
Aung San und seine Getreuen, die „Dreißig Kameraden“, wurden von den Japanern militärisch ausgebildet und dann mit Finanzmitteln nach Bangkok im neutralen Thailand geschickt, wo sie Exil-Burmesen für eine Revolutionsarmee gegen die britische Kolonialherrschaft in Burma rekrutieren sollten. So entstand in Thailand die erste Generation der späteren Burmesischen Unabhängigkeitsarmee, die zum Zeitpunkt des Kriegsbeginns zwischen Japan und Großbritannien im Dezember 1941 über etwa 200 Angehörige verfügte.

## Operationsgeschichte

### Burmesische Unabhängigkeitsarmee, Dezember 1941 – Juli 1942
Die Burmesische Unabhängigkeitsarmee entstand formell am 28. Dezember 1941 in Bangkok. Die von den Japanern ausgebildeten Thakins hatten zuvor unter Führung von Aung San an einem konspirativen Thwe Thauk, einem theatralischen Bluttrunk und -schwur, teilgenommen, und sich gemeinsam auf die Befreiung Burmas als Ziel eingeschworen, für welches jeder der Angehörigen der burmesischen Befreiungsbewegung zu sterben bereit sei.
Mit Beginn des Pazifikkriegs zwischen Japan und den Westalliierten kam auch japanischer Angriff auf Britisch-Burma, woraus sich der Burmafeldzug entwickelte, der bis Kriegsende andauern würde. Die Burmesische Unabhängigkeitsarmee rückte mit den japanischen Truppen im südlichen Burma ein. Für die Koordinierung zwischen Burmesen und Japanern war Keiji Suzuki von der Minami Kikan zuständig, der auch die innere Struktur der Unabhängigkeitsarmee nach japanischem Vorbild organisierte. In Südburma begannen die burmesischen Nationalisten sogleich mit der Rekrutierungsarbeit, wodurch sie innerhalb weniger Monate auf wenige Tausend Mitglieder anwuchsen. Die meisten Rekruten gehörten hierbei der größten Volksgruppe Myanmars, den Bamar, an. Der für die Burmesen zuständige japanische Großverband war hierbei die 15. Armee.
Da die Japaner in den Anfangsmonaten des Burmafeldzugs große Erfolge erzielten und die Briten schließlich fast komplett aus der Kolonie verdrängten, gewann die Unabhängigkeitsarmee schnell Zulauf. In ihrer Öffentlichkeitsarbeit gab sie eine Mitgliederzahl von 200.000 an, auch wenn diese Zahl in ihrer Größe unglaubwürdig ist und die meisten der neuen Soldaten undisziplinierte und spontan rekrutierte Paramilitärs waren, die ihre von den Japanern erhaltenen Waffen mit Vorliebe gegen die ethnischen Minderheiten wie die Karen anstatt gegen die britische Armee einsetzten.

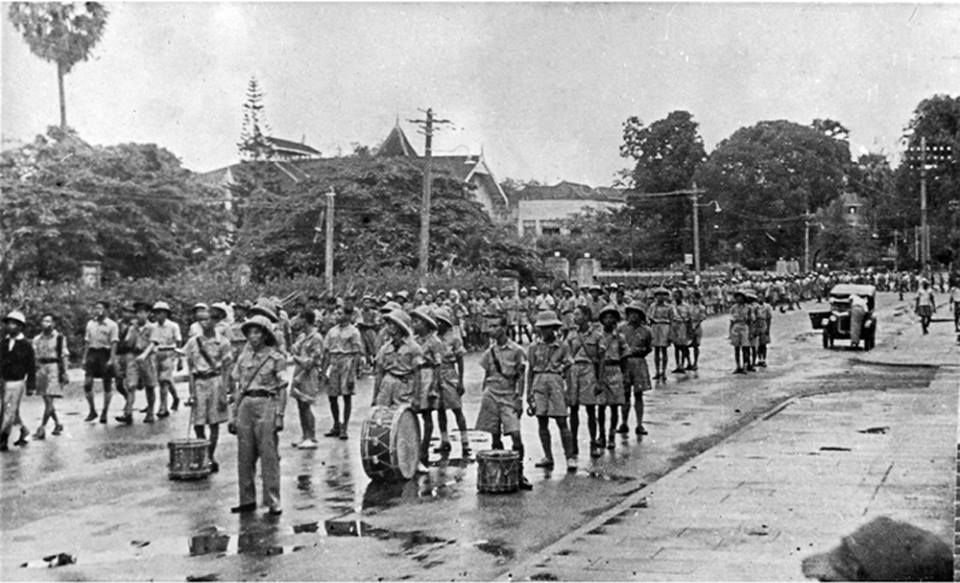
Truppen der Burmesischen Unabhängigkeitsarmee in Rangun, 1942

Um unter den burmesischen Nationalisten wieder Ruhe, Ordnung und Disziplin herzustellen, befahlen die Japaner alle Abteilungen der stark gewachsenen Burmesischen Unabhängigkeitsarmee im Juli 1942 nach Rangun, wo den Soldaten die komplette Auflösung und Neuorganisation ihrer Truppe mitgeteilt wurde. Unter den angetretenen Burmesen wurden von den Japanern insgesamt 5.000 der vielversprechendsten Kandidaten ausgewählt, aus denen anschließend die neue Burmesische Verteidigungsarmee gebildet wurde.

### Burmesische Verteidigungsarmee, Juli 1942 – August 1943

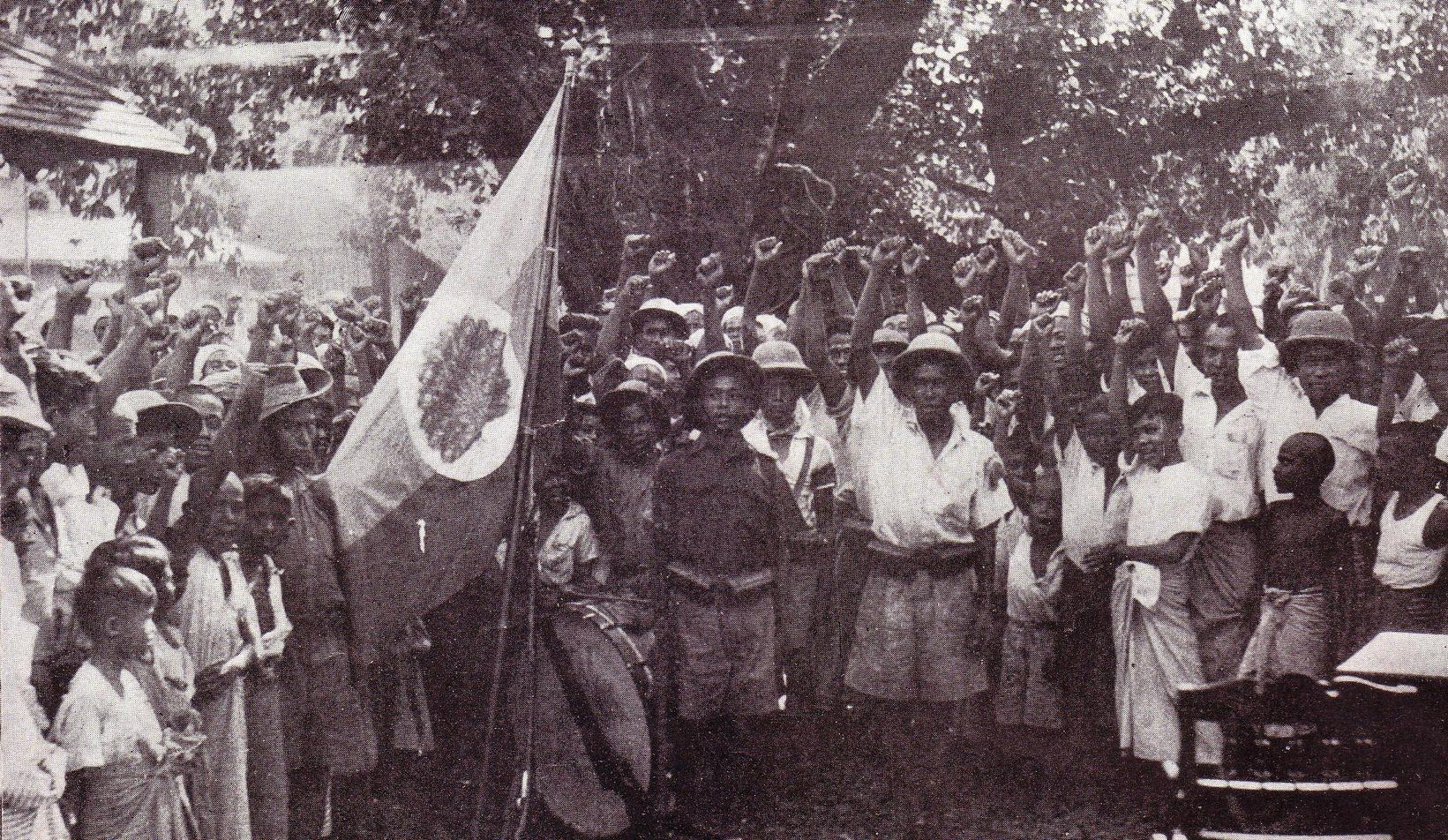
Burmesische Soldaten und Zivilisten mit der Flagge der burmesischen Unabhängigkeitsbewegung, ~1942

Die neue Truppe wurde diesmal straffer von den Japanern kontrolliert; japanische Ausbilder wandten bei den Burmesen dieselbe unmenschliche Züchtigung an, die in der KJA selbst auch gegenüber japanischen Soldaten genutzt wurde. Die Burmesische Verteidigungsarmee war streng nach japanischem Vorbild organisiert und übernahm Uniformen, Dienstgrade und Dienstvorschriften im japanischen Stil. Die Bewaffnung setzte sich aus japanischen Handwaffen und britischem Beutematerial zusammen. Die 5.000 Soldaten, die im Juli 1942 in Rangun ausgewählt worden waren, wurden bis März 1943 durch weitere Rekrutierungen auf insgesamt 8.000 Soldaten verstärkt, die in fünf Bataillonen ihren Dienst taten. Einer der Bataillonskommandeure war der spätere Staatsmann und Autokrat Ne Win. Er und mehrere seiner Untergebenen (Aung Gyi, Sein Lwin, Saw Maung) wurden in der Nachkriegszeit wichtige Politiker im unabhängigen Burma.

### Burmesische Nationalarmee, August 1943 – Mai 1945
Im August 1943 entließ das Japanische Kaiserreich (im Zuge der Politik der „Großostasiatischen Wohlstandssphäre“) den Staat Burma in eine offizielle Unabhängigkeit. Die Führung dieser mit Japan verbündeten Marionettenregierung übernahm Ba Maw, der zuvor am 22. März 1943 gemeinsam mit Aung San und mehreren anderen burmesischen Politikern (Thein Maung, Thakin Mya) nach Tokio geflogen war, um dort mit dem japanischen Premierminister Hideki Tōjō über die politische Zukunft des Landes zu sprechen.
erhielt zur Legitimierung auch eine eigene Armee, die auf der Grundlage der Burmesischen Verteidigungsarmee aufgebaut wurde und offiziell den Namen „Burmesische Nationalarmee“ erhielt. Die Nationalarmee, nach wie vor unter dem Oberbefehl von Aung San, wuchs von fünf auf sechzehn Bataillone an, die auf zehn Infanterie-, zwei Pionier-, zwei Flugabwehr-, ein Nachschub- und ein Logistikbataillon entfielen. Die Truppenstärke stieg von 8.000 auf insgesamt 15.000. In einem Versuch, den Bamar-Fokus der ethnischen Verteilung zu verringern, überredete Aung San einige Würdenträger der Karen, der Nationalarmee Rekruten der Karen-Völker für zumindest ein Bataillon zur Verfügung zu stellen. Aung San übernahm neben seiner Rolle als Oberbefehlshaber der neuen Nationalarmee zusätzlich das Verteidigungsministerium des neuen burmesischen Staates.
Aung San verfolgte die Professionalisierung seiner Armee, um sie zu einer echten eigenständigen und ernstzunehmenden Streitmacht im Kampf gegen das britische Weltreich zu verwandeln. Die Japaner stimmten sogar seinem Antrag auf die Einrichtung einer japanisch geführten Offiziersschule für die burmesische Nachwuchsförderung zu, auch wenn Aung Sans wiederholte Anträge auf zusätzliche japanische Gewehre, schwere Waffen und sogar Panzer und Kampfflugzeuge von den japanischen Verbindungsoffizieren meist ignoriert wurden. Einige burmesische Offiziersschüler wurden zur Flugzeugausbildung nach Japan transferiert, aber darüber hinaus wurden Aung Sans Versuche der Errichtung einer burmesischen Luftwaffe von den Japanern abgeblockt.

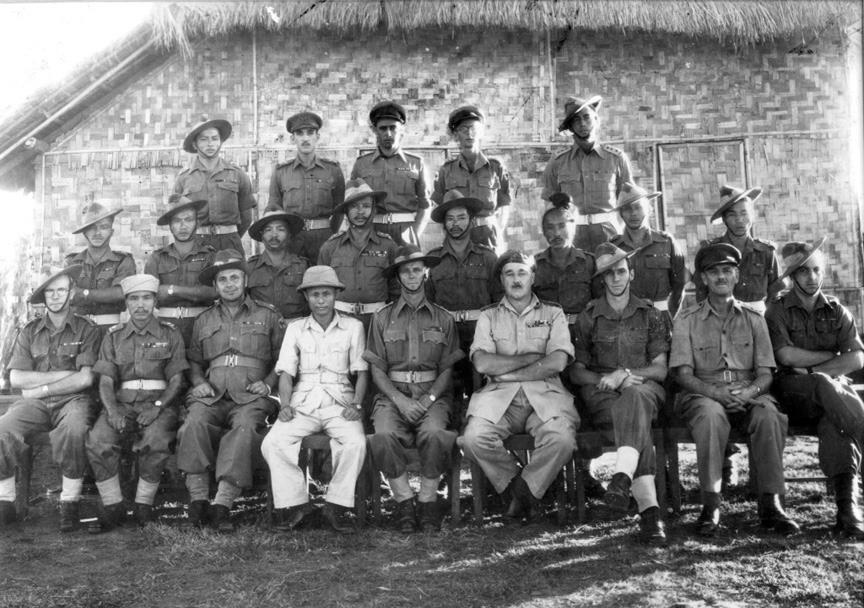
Aung San (in heller Uniform) nach seinem Seitenwechsel mit britischen Offizieren, 1945

Als sich 1944 auch bei den burmesischen Nationalisten der Eindruck festigte, dass die Achsenmächte den Krieg verlieren würden, begannen sich Aung San und seine Berater nach einem Weg umzusehen, aus der Kriegskoalition mit Japan auszuscheiden. Im August 1944 bildete die Nationalarmee mit der Burmesischen Kommunistischen Partei eine geheime Allianz, aus der später die Antifaschistische Freiheitsliga des Volkes AFPFL hervorging.
Aung San unterhielt Geheimkontakte mit den Alliierten, denen er die Dienste seiner Soldaten im Austausch gegen Unabhängigkeitsverhandlungen in der Nachkriegszeit anbot. Obwohl die britischen Entscheidungsträger Louis Mountbatten und William Slim vorausahnten, dass sich die Nationalarmee in der Zukunft als Problemfaktor erweisen würde, entschieden sie sich, auf das Angebot einzugehen und damit die Beendigung des Burmafeldzugs zu beschleunigen. Aung San führte seine Truppe daraufhin im März 1945 aus Rangun heraus, wobei er den Japanern mitteilte, dass er gegen die Briten offensiv tätig werden würde. Stattdessen begann die Burmesische Nationalarmee mit Attacken gegen japanische Truppen.
Am 30. Mai 1945 ging die Burmesische Nationalarmee in die Patriotischen Burmesischen Streitkräfte über, die jetzt von der britischen Kolonialmacht betreut wurden.

### Patriotische Burmesische Streitkräfte, Mai 1945–1948
Am 30. Mai 1945 wurden die burmesischen Nationalisten als Patriotische Burmesische Streitkräfte (PBF) durch die Alliierten neu aufgestellt.
Zwischen 1945 und 1948 kam es zu Rivalitäten zwischen den Veteranen der PBF und der britischen Kolonialregierung. Reginald Dorman-Smith, der im Oktober 1945 die zivile Kolonialregierung in Burma übernahm, war nicht gewillt, Aung San an der Regierung zu beteiligen und wurde schließlich im August auf Befehl von Premierminister Clement Attlee durch Hubert Elvin Rance ersetzt. Rance sah sich mit Streiks der lokalen Polizeieinheiten und großer ziviler Unzufriedenheit konfrontiert und entschied sich deshalb, Aung San und seine AFPFL an der öffentlichen Verwaltung zu beteiligen.
Im Januar 1947 führte Aung San an der Spitze einer burmesischen Delegation Verhandlungen mit der Attlee-Regierung über den Weg in die Unabhängigkeit; im April 1947 konnte die AFPFL die Wahlen in Burma gewinnen und damit ihren Führungsanspruch legitimieren. Im Juni lehnte U Nu eine burmesische Mitgliedschaft im British Commonwealth ab, da sich die neue Regierung der britischen Krone nicht unterordnen wolle. Nichtsdestotrotz kam es schon bald zu Auseinandersetzungen zwischen den PBF, der Burmesischen Kommunistischen Partei, der Nationalunion der Karen sowie anderen Minderheitengruppen, die sich der Zentralgewalt einer burmesischen Regierung unter Führung der Bamar nicht unterordnen wollten.
Aung San und sechs seiner Kabinettsmitglieder fielen im Juli 1947 einem Attentat zum Opfer, wodurch die Führungsriege und das Prestige der AFPFL geschwächt wurden.
Burma wurde am 4. Januar 1948 in die Unabhängigkeit entlassen. Aus den Machtkämpfen der kurzen kolonialen Nachkriegszeit entstanden, in Form kommunistischer Aufstände und des Separatismus der ethnischen Minderheiten, die bewaffneten Konflikte in Myanmar, die bis zum heutigen Tag andauern. Die PBF ging in den heutigen Streitkräften von Myanmar auf.

## Erinnerungskultur
Aung San als Führer der burmesischen Befreiungsbewegung, der sich sowohl gegen Großbritannien als auch gegen Japan stellte, genießt in Myanmar heute immer noch den Status eines Nationalhelden. Seine im Jahr 1945 geborene Tochter Aung San Suu Kyi, die ihren 1947 ermordeten Vater nie kennenlernte, konnte nichtsdestotrotz den Wiedererkennungswert des Namens nutzen, um in der Opposition gegen den Staatsrat für Frieden und Entwicklung, die Militärregierung Myanmars zwischen 1988 und 2011, zu einer führenden Figur zu werden (wofür sie 1991 den Friedensnobelpreis erhielt), bevor sie von 2016 bis 2021 als Regierungschefin ihres Landes diente.